# Rennweg (metro, Neurenberg)
Rennweg is een metrostation in de wijk Rennweg van de Duitse stad Neurenberg. Het station werd geopend op 22 mei 1993 en wordt bediend door lijn U2 van de metro van Neurenberg.